# Santa Cruz (Carolina)
Santa Cruz es un barrio ubicado en el municipio de Carolina en el estado libre asociado de Puerto Rico. En el Censo de 2010 tenía una población de 1927 habitantes y una densidad poblacional de 537,2 personas por km².

## Geografía
Santa Cruz se encuentra ubicado en las coordenadas 18°20′57″N 65°56′23″O / 18.34917, -65.93972. Según la Oficina del Censo de los Estados Unidos, Santa Cruz tiene una superficie total de 3.59 km², que corresponden a tierra firme.

## Demografía
Según el censo de 2010, había 1927 personas residiendo en Santa Cruz. La densidad de población era de 537,2 hab./km². De los 1927 habitantes, Santa Cruz estaba compuesto por el 52.72% blancos, el 26.98% eran afroamericanos, el 0.67% eran amerindios, el 0.05% eran asiáticos, el 14.89% eran de otras razas y el 4.67% pertenecían a dos o más razas. Del total de la población el 99.64% eran hispanos o latinos de cualquier raza.